# 松居一代
松居 一代（まつい かずよ、1957年6月25日 - ）は、日本の女優、投資家、ブロガー。本名同じ。滋賀県近江八幡市出身。近江兄弟社高等学校卒業、梅花短期大学中退。所属事務所は松居一代事務所。独身（2度の離婚歴）。

## 来歴

### 芸能界デビュー〜女優としての活躍
1979年に『11PM』（よみうりテレビ）の、いわゆる“大阪イレブン”のカバーガールとして、司会者である藤本義一と並んで画面に登場し、芸能界デビューした。以後アシスタントとして定着し、4年間に渡り出演。
その後ドラマ「幻之介世直し帖」にて女優デビューを果たすと、数多くの映画、ドラマに出演。代表作は映画「マルサの女」（1987年）、「肉体の門」（1988年）、「夜逃げ屋本舗part2」（1992年）などに出演。

### ママタレとしての活躍〜マルチタレントへ
2000年に自宅マンションの欠陥問題を取り扱った著作「欠陥マンション、わが闘争日記―ゼネコンに勝った!壮絶600日の全記録」を発表すると、エッセイストとしての活動領域を増やしていく。
中でも綺麗好き・掃除好きな性格から、掃除に関する独自の工夫を発表。TV出演だけでなく、掃除関連の著作を多く出版。細かい部分の掃除に便利な棒状の掃除用具（通称「マツイ棒」）を開発して、その作成法をTVなどで公開している。
また、圧力鍋をプロデュースし、自らテレビショッピングで調理法を実演しているほか、包丁や洗剤をプロデュースしている。松居がプロデュースした商品は11種類ある。
2010年4月、愛媛女子短期大学健康スポーツ学科特任教授に就任。

## 私生活
- 1986年にDCブランドPERSON'Sの経営者と結婚、1989年に長男をもうけたが、1996年に離婚。長男は1999年にテレビ番組の大食い企画に松居と共に参加した。
- 長男のアトピー性皮膚炎などのストレスが原因で顔面神経麻痺を患ったことがある。
- 離婚後に住んでいたマンションの上の階が水漏れを起こし、自室の天井が抜け落ちるというトラブルに見舞われたことがある。法廷での闘争の結果、ゼネコン（清水建設）等を相手に勝訴した。
- 2001年に俳優の船越英一郎と再婚するも、夫・船越の家族からは最後まで反対されており、結婚式にも出席することはなかった。また船越は父・船越英二の遺産相続を放棄したことを明かしている[6]。
- 松居が動画投稿サイトなどで、夫の船越英一郎の不倫疑惑などを訴え続けていることについて、船越の所属事務所であるホリプロは2017年7月24日、名誉毀損や業務妨害にあたるとして、動画投稿などの差し止めを求める仮処分を東京地裁に申し立てた[7]。ホリプロはその後、損害賠償を求めての提訴に切り替え、11月17日に第1回口頭弁論が行われた[8]。2018年5月16日、ホリプロは和解の成立を報告[9]。松居による遺憾の意の表明、ホリプロの名誉権及び営業権を侵害する行為を行わないことの確認、などの内容を含み、金銭の支払いについての条項はない。
- 2017年12月をもって、船越と調停離婚したことが発表された。離婚が正式に成立する直前であった同年6月27日、自身のブログに「恐怖の告白！！」[10]と題した文章を掲載して以降、ブログやTwitterを通じて、船越との亀裂を報じたメディアや船越を非難する発言を繰り返したり、松居当人が出演してそれらの経緯を独白する自作動画[11]を断続的にYouTubeに公開したりしていた様子を「松居劇場」と評され、一時期メディアで大きく取り上げられていた[12][13]。
- 2018年5月23日、船越から名誉毀損で刑事告訴されていることを明かし[14]、翌24日、事情聴取を受けるため警視庁北沢署に出頭した[15]。6月12日、書類送検される旨を公表[16][17]。6月22日、書類送検[18]。容疑を認めたが、9月19日、不起訴処分となる[19]。船越側は、「宥恕する」とのコメントを出した[20]。
- 2019年、自らのニューヨークライフの映像等をワイドショーで取り上げられるなどしていた。その折に松居の逆鱗に触れたことで、坂上忍をはじめとするテレビ番組「バイキング」に対する怒りを露わにする「緊急、松居一代真実を語る」と題した動画を投稿し、ネットをはじめ再び注目された。
- ブログ内で"龍神様"なる存在に度々言及しており、「私は5歳から龍神様の通訳で、龍神様の加護を受けている」「龍神様の怒りに触れたものは死ぬ」などと述べている。

## 逸話
- 2008年4月7日、同月13日のプロ野球「東北楽天ゴールデンイーグルス - オリックス・バファローズ」始球式に向けた練習中に顔面にボールが当たり、鼻を陥没骨折した[21]。始球式には予定通り出席した[22]。
- 「エッセイスト」の肩書きで第45回衆議院議員総選挙の政見放送（民主党比例代表）に鳩山由紀夫代表と対談する形で出演し、「日本の大掃除をやって頂くよう期待している」と民主党への支持を呼び掛けた。

## 出演

### 映画
- ルージュ（1984年）
- 衝撃 PERFORMANCE（1986年）
- マルサの女（1987年）
- 肉体の門（1988年）
- 悲しい色やねん（1988年）
- せんせい（1989年）
- 新・うれしはずかし物語「天使のキスマーク」（1992年・にっかつビデオ）
- 夜逃げ屋本舗2（1993年）
- 必殺! 主水死す（1996年）
- 難波金融伝・ミナミの帝王 劇場版PartXII（1999年）

### テレビドラマ
- 幻之介世直し帖（1981年 - 1982年、NTV）
- 大江戸捜査網 第600話「女殺し八王子千人軍団の謎」（1983年、TX / 三船プロ）
- 銀河テレビ小説（NHK）
  - 二度のお別れ（1985年） - サヨ子 役
- 日立テレビシティ / 昭和ラプソディ（1985年、TBS）
- 暴れん坊将軍II 第169話「哀しい夜明けを待つ女!」（1986年、ANB / 東映） - おれん 役
- 花王 愛の劇場（TBS）
  - 「ああ家族」（1987年）
  - 「とっても母娘」（1995年） - 北川麗子 役
- 土曜ワイド劇場 （ANB）
  - 「ダンススクール連続殺人」（1988年）
  - 「京都西陣殺人事件」（1988年） - 小林加代 役
  - 「家政婦は見た!11」（1992年）
- 鬼平犯科帳 第1シリーズ 第3話「蛇の眼」（1989年、CX） - おその 役
- 裸の大将放浪記 第50話「清のテルテル坊主〜石和編」（1991年、KTV）
- 将軍の隠密!影十八 第7話「江戸城大奥・ゆがんだ母の愛」（1996年、ANB / 東映）

### テレビ
- ダウンタウンDX（ytv）
- ぐるぐるナインティナイン（日本テレビ） - （当時）夫の船越の代理出演として。
- クイズ地球まるかじり（テレビ東京）
- 民主党政見放送（2009年8月、NHK他）
- ブカツ道「練習とか面倒だし。」（2010年4月、WOWOW）

## 著書
- 欠陥マンション、わが闘争日記―ゼネコンに勝った!壮絶600日の全記録、PHP研究所、2000、ISBN 4569608647
- 松居一代の超（スーパー）おそうじ術、主婦と生活社、2004、ISBN 4391129876
- 松居一代の超整理・収納術、主婦と生活社、2005/10、ISBN 4391130904
- 松居一代の開運おそうじ本、主婦と生活社、2007、ISBN 4391135078
- 松居一代の超お料理術、主婦と生活社、2006、ISBN 4391132516

他